# ليندسي هوران
ليندسي هوران (بالإنجليزية: Lindsey Horan)‏ (26 مايو 1994 بليكوود في الولايات المتحدة - ) هي لاعبة كرة قدم أمريكية في مركز الهجوم، شاركت في الألعاب الأولمبية الصيفية 2016. وشاركت مع منتخب الولايات المتحدة تحت 17 سنة للسيدات لكرة القدم ‏ ومنتخب الولايات المتحدة تحت 20 سنة للسيدات لكرة القدم ومنتخب الولايات المتحدة لكرة القدم للسيدات. أما مع النوادي، فقد لعبت مع باريس سان جيرمان للسيدات وباريس سان جيرمان وبورتلاند ثورنز.

## وصلات خارجية
- ليندسي هوران على موقع الاتحاد الدولي (مؤرشف)  (الإنجليزية)
- ليندسي هوران على موقع الاتحاد الأوربي (الإنجليزية)
- ليندسي هوران على موقع قاعدة بيانات كرة القدم.إي يو (الإنجليزية)
- ليندسي هوران على موقع Soccerway.com (الإنجليزية)
- ليندسي هوران على موقع عالم كرة القدم.نت (الإنجليزية)
- ليندسي هوران على موقع اللجنة الأولمبية الدولية (الإنجليزية)
- ليندسي هوران على موقع أوليمبيديا (الإنجليزية)